# Urasenke

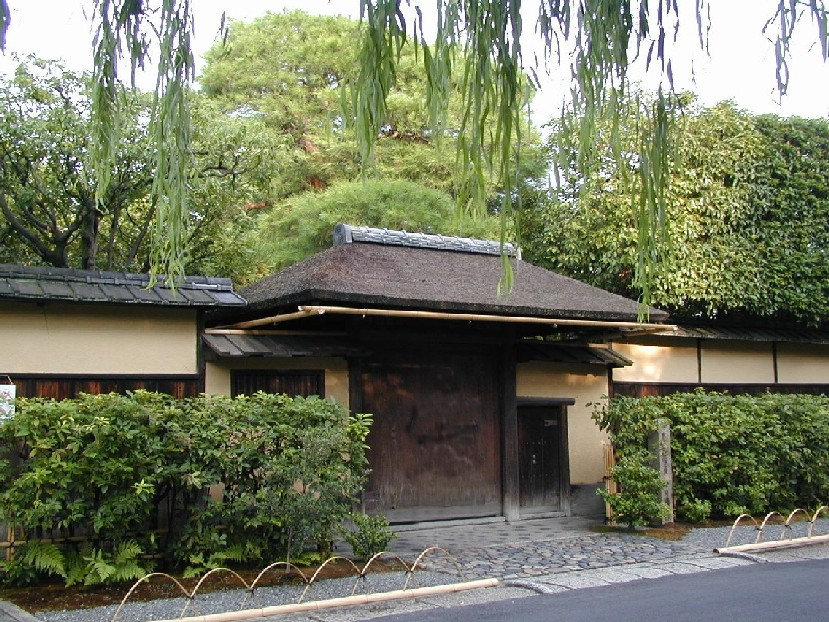
Cổng vào Kabuto Mon, một cơ sở của trường phái Trà đạo Urasenke Konnichi tại Kyoto.

Urasenke (裏千家 | Lý thiên gia) là một trong những trường phái Trà đạo chính ở Nhật Bản. Hai trường phái chính khác là Omotesenke và Mushanokōjisenke. Trường phái Urasenke chiếm tới hơn nửa tổng số trà nhân trên toàn Nhật Bản.
Người đứng đầu trường phái Urasenke hiện nay là Zabosai Genmoku Soshitsu. Ông là thủ lĩnh đời thứ 16.

## Các đời
| Đời thứ | Đạo hiệu                                 | Tiếng Nhật | Tế hiệu                   | Tiếng Nhật      |
| ------- | ---------------------------------------- | ---------- | ------------------------- | --------------- |
| 1       | Rikyu Sōeki (1522-91)                    | 利休 宗易  | Hōsensai                  | 抛筌斎          |
| 2       | Shōan Sōjun (1546-1614)                  | 少庵 宗淳  |                           |                 |
| 3       | Genpaku Sōtan (1578-1658)                | 元伯 宗旦  |                           | 咄々斎          |
| 4       | Sensō Sōshitsu (1622-97)                 | 仙叟 宗室  | Hororisai                 | 朧月斎          |
| 5       | Jōsō Sōshitsu (1673-1704)                | 常叟 宗室  | Fukyūsai                  | 不休斎          |
| 6       | Taisō Sōshitsu (1694-1726)               | 泰叟 宗室  | Rikkansai                 | 六閑斎          |
| 7       | Chikusō Sōshitsu (1709-33)               | 竺叟 宗室  | Saisaisai                 | 最々斎          |
| 8       | Ittō Sōshitsu (1719-71)                  | 一燈 宗室  | Yūgensai                  | 又玄斎          |
| 9       | Sekiō Sōshitsu (1746-1801)               | 石翁 宗室  | Fukensai                  | 不見斎          |
| 10      | Hakusō Sōshitsu (1770-1826)              | 柏叟 宗室  | Nintokusai                | 認得斎          |
| 11      | Seichū Sōshitsu (1810-77)                | 精中 宗室  | Gengensai                 | 玄々斎          |
| 12      | Jikisō Sōshitsu (1852-1917)              | 直叟 宗室  | Yumyōsai                  | 又玅斎          |
| 13      | Tetchū Sōshitsu (1872-1924)              | 鉄中 宗室  | Ennōsai                   | 圓能斎          |
| 14      | Sekisō Sōshitsu (1893-1964)              | 直叟 宗室  | Tantansai (AKA: Mugensai) | 淡々斎 (無限斎) |
| 15      | Hōsō Sōshitsu XV (Sen Genshitsu) (1923-) | 汎叟 宗室  | Hōunsai                   | 鵬雲斎          |
| 16      | Sen (Genmoku) Sōshitsu XVI (1956-)       | 玄黙 宗室  | Zabōsai                   | 坐忘斎          |